# 다지마모리

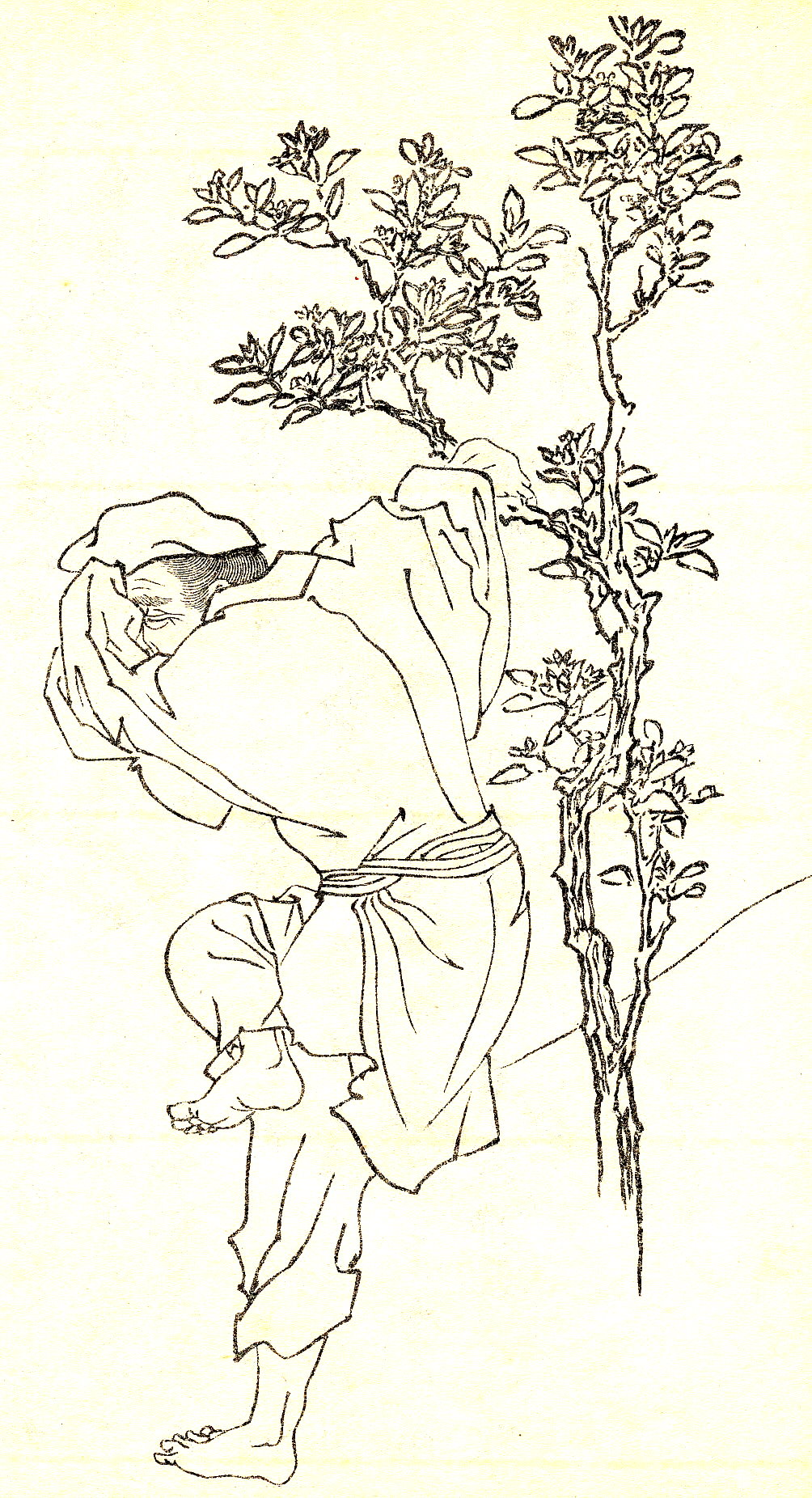

다지마모리(多遅摩毛理, タヂマモリ) 혹은 타지마모리는 일본 고훈 시대의 인물의 신으로도 숭배된다.
과일과 약초를 찾아가는 이야기는 세계 각지에 전해지는 것으로, 이 설화는 중국의 신선 담의 영향을 받고 있다는 설도 있다. 예를 들어 진나라의 서복이 봉래에 불로 불사의 약을 구하러 가는 이야기와 유사한 점이 많다.
타지마모리는 나카지마 신사(효고현 토요카 시)에 모셔져 있다.